# Burrage Dome
Der Burrage Dome ist ein 840 m hoher, größtenteils vereister und kuppelförmiger Berg im ostantarktischen Viktorialand. In den Prince Albert Mountains ragt er 6,5 km nordöstlich des Gipfels des Mount Joyce auf.
Der United States Geological Survey kartierte ihn anhand eigener Vermessungen und mithilfe von Luftaufnahmen der United States Navy zwischen 1956 und 1962. Das Advisory Committee on Antarctic Names benannte ihn 1968 nach Roy E. Burrage Jr., Baumechaniker der Wintermannschaft des Jahres 1966 auf der Amundsen-Scott-Südpolstation.